# Mênon
Mênon é um dos diálogos de Platão que ocupa-se com a virtude.
Neste, Platão investiga a natureza do conhecimento, argumentando que a mente, ou a alma, tem atravessado muitas existências, tanto dentro como fora dos corpos. O conhecimento consiste em lembrar-se destas experiências anteriores.

## Personagens
Os personagens do diálogo são Meno, da Tessália, Sócrates, um escravo de Meno e Anytus. Menon é o nome de vários personagens importantes da Tessália, como Menon, pai de Fítia, a mãe de Pirro.